# 장피에르 다루생
장피에르 다루생(Jean-Pierre Darroussin, 1953년 12월 4일 ~ )은 프랑스의 배우, 영화 감독이다. 《가족 분위기》(1996)로 제22회 세자르상 남우조연상을 수상했으며 주연상 후보에 두 차례, 조연상 후보에 두 차례 더 올랐다.

## 작품 목록

### 영화 출연
- 뒤통수 까기 (1979)
- 우리들의 이야기 (1984, Notre histoire)
- Cuisine et Dépendances (1993)
- 가족 분위기 (1996, Un air de famille)
- 문어 (1998, Le Poulpe)
- Qui plume la lune ? (1999)
- 타인의 취향 (2000)
- 스페셜 딜리버리 (2002, C'est le bouquet !)
- 사랑도 흥정이 되나요? (2005)
- 예감 (2006, Le Pressentiment)
- 내 정원사와의 대화 (2007)
- 아미 오브 크라임 (2009)
- 스노우 오브 킬리만자로 (2011)
- 르아브르 (2011)
- 파리 폴리 (2014)
- 여자의 일생 (2016)
- 새벽의 약속 (2017)

### 영화 연출
- 예감 (2006, Le Pressentiment)

### 공연 출연
- 갈매기 (1986)
- 아트 (2018-19)